# Sagñay
Sagñay est une municipalité de la province de Camarines Sur, aux Philippines.